# Bałażówka
Bałażówka (prononciation : [bawaˈʐufka]) est une localité polonaise de la gmina et du powiat de Limanowa en voïvodie de Petite-Pologne.